# Kit Carson County
Kit Carson County är ett administrativt område i delstaten Colorado, USA, med 8 270 invånare. Den administrativa huvudorten (county seat) är Burlington. 

## Geografi
Enligt United States Census Bureau så har countyt en total area på 5 598 km². 5 597 km² av den arean är land och 2 km² är vatten. 

### Angränsande countyn
- Yuma County, Colorado - nord
- Cheyenne County, Kansas - nordöst
- Sherman County, Kansas - öst
- Wallace County, Kansas - sydöst
- Cheyenne County, Colorado - syd
- Lincoln County, Colorado - väst
- Washington County, Colorado - nordväst